# Pseudo-Konstantin Diogenes
(Pseudo-)Konstantin Diogenes (mittelgriechisch Κωνσταντῖνος Διογένης; † nach 1095) war ein byzantinischer Usurpator, der als Thronprätendent gegen Kaiser Alexios I. auftrat.

## Leben
Der älteste Sohn des byzantinischen Kaisers Romanos IV., Konstantin Diogenes, war 1074 in einer Schlacht bei Antiochia gegen die Seldschuken gefallen. Im Jahr 1094 tauchte in Konstantinopel ein Mann namens Charakenos aus Kleinasien auf, der beharrlich von sich behauptete, ebendieser Konstantin Diogenes zu sein. Die Witwe des echten Konstantin Diogenes, Theodora, wies diese Ansprüche wütend zurück. Ihr Bruder, Kaiser Alexios I., ignorierte den Anmaßer zunächst, verbannte ihn dann aber auf Theodoras Drängen nach Cherson. Dort gelang dem Pseudo-Diogenes mit Hilfe kumanischer Händler die Flucht aus dem Gefängnis. Die Kumanen nahmen den Prätendenten auf und erkannten ihn nach einiger Zeit als Kaiser an. 
Im Frühjahr 1095 fiel der kumanische Häuptling Togartak unter dem Vorwand, dem vorgeblichen Diogenes zum Thron verhelfen zu wollen, in das byzantinische Thema Paristrion ein. Auf Anraten seiner Generäle vermied Alexios I. zunächst einen offenen Waffengang gegen die Invasoren. Mit Hilfe der Wlachen überquerten die Kumanen den Zygos und drangen nach Makedonien und Thrakien vor. Goloe (bei Sungurlare), Dampolis und mehrere andere Städte öffneten dem angeblichen Diogenes ihre Tore. Erst in Anchialos gelang es Alexios I., einen Angriff der Kumanen abzuwehren. Diese wandten sich daraufhin gegen Adrianopel, das von dem ehemaligen Gegenkaiser Nikephoros Bryennios verteidigt wurde. Anna Komnena zufolge erkannte der blinde Bryennios den vorgeblichen Diogenes, der vor der Stadtmauer mit kaiserlichen Insignien auftrat, an der Stimme als Schwindler. Nach 48-tägiger Belagerung wagten Bryennios’ Truppen einen Ausfall und drängten die Angreifer unter schweren Verlusten zurück, wobei der Pseudo-Diogenes durch Peitschenhiebe verwundet wurde. 
Schließlich gelang es den Byzantinern, dem Usurpator eine Falle zu stellen. Der Kommandeur Alakaseus schlich sich in das Vertrauen des Pseudo-Diogenes ein und bat ihn um Hilfe bei der Vergeltung angeblich durch Alexios I. erlittener Ungerechtigkeiten. Als Komplize stellte sich der Gouverneur von Poutza (bei Adrianopel) zur Verfügung,  der dem Prätendenten eine kampflose Übergabe seiner Stadt vortäuschte und ihn zu einem Festgelage auf seine Burg einlud. Als Pseudo-Diogenes und seine Männer schliefen, wurden sie entwaffnet und bis auf ihren Anführer umgebracht. Dieser wurde als Gefangener über Tzurulos nach Konstantinopel gebracht und dort auf Befehl der Regentin Anna Dalassene geblendet. Sein weiteres Schicksal ist unbekannt.